# Heidenheim Heideköpfe
L'Heidenheim Heideköpfe è una squadra di baseball tedesca con sede a Heidenheim an der Brenz.

## Storia
Fondato nel 1992, ha disputato la sua prima Bundesliga in occasione del campionato 2000.
Nel 2008 la squadra si è classificata prima nel raggruppamento sud, ma alle semifinali play-off è uscita nettamente nella serie contro i Mannheim Tornados. Un anno dopo, nel 2009, ha avuto la rivincita, con il primo scudetto vinto proprio contro Mannheim. Il titolo nazionale ha permesso di partecipare alla European Cup 2010, la cui vittoria è sfumata nella finale secca persa 2-1 a Barcellona contro la Fortitudo Bologna.
L'Heidenheim Heideköpfe ha vinto il suo secondo scudetto nel 2015, dopo una combattuta serie finale contro i Buchbinder Legionäre. Il terzo sigillo è arrivato nel 2017 contro i Bonn Capitals. Tra il 2019 e il 2021 il dominio è completo, in quanto conquista tre campionati consecutivi, battendo sempre i Capitals nell'ultimo atto. Il settimo titolo nazionale giunge nel 2023 dopo la finale vinta sui Paderborn Untouchables.

## Palmarès
- Campionati tedeschi: 7

2009, 2015, 2017, 2019, 2020, 2021, 2023
- Coppa CEB: 1

2019

### Finali perse
- Coppa dei Campioni:

2010
- Coppa CEB:

2007